# Жабица (Госпић)
Жабица је насељено мјесто у Лици. Припада граду Госпићу, у Личко-сењској жупанији, Република Хрватска.

## Географија
Жабица је удаљена око 2 км југозападно од Госпића.

## Становништво
Према попису из 1991. године, насеље Жабица је имало 250 становника (239 Хрвата, 4 Срба, 2 Југословена и 5 осталих). Према попису становништва из 2001. године, Жабица је имала 189 становника. Према попису становништва из 2011. године, насеље Жабица је имало 163 становника.
| Демографија | Демографија | Демографија |
| Година      | Становника  | Становника  |
| ----------- | ----------- | ----------- |
| 1961.       | 260         |             |
| 1971.       | 275         |             |
| 1981.       | 249         |             |
| 1991.       | 250         |             |
| 2001.       | 189         |             |
| 2011.       |             | 163         |

## Попис1991.
На попису становништва 1991. године, насељено место Жабица је имало 250 становника, следећег националног састава:
| Попис 1991.‍  | Попис 1991.‍  | Попис 1991.‍ | Попис 1991.‍ | Попис 1991.‍ |
| ------------ | ------------ | ----------- | ----------- | ----------- |
|              |              |             |             |             |
| Хрвати       | Хрвати       |             | 239         | 95,60%      |
| Срби         | Срби         |             | 4           | 1,60%       |
| Муслимани    | Муслимани    |             | 3           | 1,20%       |
| Југословени  | Југословени  |             | 2           | 0,80%       |
| неопредељени | неопредељени |             | 1           | 0,40%       |
| непознато    | непознато    |             | 1           | 0,40%       |
| укупно: 250  |              |             |             |             |